# Allan Wells
Allan Wipper Wells (Edimburgo, 3 maggio 1952) è un ex velocista britannico, campione olimpico dei 100 metri piani ai Giochi di Mosca 1980.

## Biografia
Inizialmente gareggiava nei concorsi, eccellendo nel salto triplo (13,27 m all'età di 19 anni) e nel salto in lungo (7,32 m all'età di 20 anni). Successivamente, dai 24 anni in poi, cominciò a dedicarsi alle gare di velocità.
A questo handicap dell'età, si aggiungeva spesso quello delle cattive condizioni atmosferiche nella regione di Edimburgo. Impossibilitato ad utilizzare la pista del vicino stadio di Meadow-bank, l'ingegnere scozzese non poté affinare la sua tecnica, limitandosi a potenziare la muscolatura, esercitandosi nel garage di casa.
Nel 1978 vinse l'oro nei 200 metri piani e nella 4×100 nonché l'argento nei 100 metri piani con la squadra scozzese ai Giochi del Commonwealth; Wells destò meraviglia per la sua partenza in piedi (senza blocchi), oggi non più regolare poiché il regolamento prevede i 4 appoggi mani e ginocchia.
Alle Olimpiadi di Mosca 1980 vinse l'oro nei 100 metri; partecipò anche ai 200 metri, dove fu battuto di 2 centesimi da Pietro Mennea, che tre anni dopo ai primi mondiali della storia dell'atletica ad Helsinki gli strappò il bronzo nei 200 metri per un centesimo.
Successivamente, ai Giochi del Commonwealth del 1982 Wells vinse l'oro nei 100 e 200 metri piani.
Nel 1984 alle Olimpiadi di Los Angeles fu eliminato in semifinale nei 100 metri.

## Palmarès
| Anno | Manifestazione          | Sede        | Evento      | Risultato  | Prestazione | Note                          |
| ---- | ----------------------- | ----------- | ----------- | ---------- | ----------- | ----------------------------- |
| 1978 | Giochi del Commonwealth | Edmonton    | 100 metri   | Argento    | 10"07       |                               |
| 1978 | Giochi del Commonwealth | Edmonton    | 200 metri   | Oro        | 20"12       |                               |
| 1978 | Giochi del Commonwealth | Edmonton    | 4×100 metri | Oro        | 39"24       |                               |
| 1978 | Europei                 | Praga       | 100 metri   | 6º         | 10"45       |                               |
| 1980 | Giochi olimpici         | Mosca       | 100 metri   | Oro        | 10"25       |                               |
| 1980 | Giochi olimpici         | Mosca       | 200 metri   | Argento    | 20"21       | Miglior prestazione personale |
| 1980 | Giochi olimpici         | Mosca       | 4×100 metri | 4º         | 38"62       |                               |
| 1982 | Giochi del Commonwealth | Brisbane    | 100 metri   | Oro        | 10"02v      |                               |
| 1982 | Giochi del Commonwealth | Brisbane    | 200 metri   | Oro        | 20"43       |                               |
| 1982 | Giochi del Commonwealth | Brisbane    | 4×100 metri | Bronzo     | 39"33       |                               |
| 1983 | Mondiali                | Helsinki    | 100 metri   | 4º         | 10"27       |                               |
| 1983 | Mondiali                | Helsinki    | 200 metri   | 4º         | 20"52       |                               |
| 1984 | Giochi olimpici         | Los Angeles | 100 metri   | Semifinale | 10"71       |                               |
| 1984 | Giochi olimpici         | Los Angeles | 4×100 metri | 7º         | 39"13       |                               |
| 1986 | Europei                 | Stoccarda   | 100 metri   | 5º         | 10"24       |                               |
| 1986 | Europei                 | Stoccarda   | 200 metri   | 5º         | 20"89       |                               |